# Protipoteri
El protipoteri (Protypotherium) és un gènere extint de mamífers placentaris de la família Interatheriidae, del subordre Typotheria, de l'ordre, també extint d'ungulats sud-americans notoungulats pertanyent als meridiungulats. Van viure des del Paleocè fins al Miocè.

## Espècies[1]
- Protypotherium altum
- Protypotherium antiquum
- Protypotherium attenuatum
- Protypotherium australe
- Protypotherium claudum
- Protypotherium columnifer
- Protypotherium compressidens
- Protypotherium convexidens
- Protypotherium distortum
- Protypotherium diversidens
- Protypotherium globosum
- Protypotherium lineare
- Protypotherium praerutilum
- Protypotherium sinclairi